# Росдорф (Дармштат)
Росдорф (њем. Roßdorf) општина је у њемачкој савезној држави Хесен. Једно је од 23 општинска средишта округа Дармштат-Дибург. Према процјени из 2010. у општини је живјело 12.164 становника. Посједује регионалну шифру (AGS) 6432020.

## Географски и демографски подаци
Росдорф се налази у савезној држави Хесен у округу Дармштат-Дибург. Општина се налази на надморској висини од 197 метара. Површина општине износи 20,6 km². У самом мјесту је, према процјени из 2010. године, живјело 12.164 становника. Просјечна густина становништва износи 590 становника/km².

## Међународна сарадња
| Мјесто    | Држава   | Врста сарадње | Од    |
| --------- | -------- | ------------- | ----- |
|           | Чешка    | контакт       | 1989. |
| Ређело    | Италија  | партнерство   | 2000. |
| Фезендорф | Аустрија | партнерство   | 1985. |
| Киндкерг  | Аустрија | партнерство   | 1995. |
| Извор     |          |               |       |